# Anita Asante
Anita Amma Ankyewah Asante (Londres, 27 de abril de 1985) é uma futebolista britânica que atua como defensora.

## Carreira
Anita Asante integrou o elenco da Seleção Britânica de Futebol Feminino, nas Olimpíadas de 2012. 